# Бендопнеја
Бендопнеја је новоописани симптом срчане инсуфицијенције (СИ) или манифестација других потенцијално опасаних стања или нуспојава вишка килограма, који се манифестује као кратак дах који пацијент осећа код нагињања пут напред.
Пацијенти са срчаном инсуфицијенцијом често доживљавају овај поремећај дисања када се савијају да би везали ципелу, обули чарапе или током других активности које захтевају савијање пут надоле. Иако се овај симптом по правили јавља у року од 30 секунди након савијања, он може да се испољи у тешким случајевима и након само 8 секунди.
Код пацијента који имају срчану инсуфицијенцију, јављају се притисци вентрикуларног пуњења који су  на почетку систоле високи. Ове особе када се сагну напред, изазивају даље повећање притиска пуњења срчаних комора што изазива диспнеју, посебно код пацијената са нижим срчаним индексима.
Бендопнеју треба разликовати од ортопнеје (краткоћа даха док лежите), трепопнеје (краткоћа даха током лежања на једној страни) и платипнеје (краткоћа даха која се ублажава у лежећем положају и погоршава када се пацијент усправи) са или без ортодеоксије (дезатурација кисеоником).
Због својих карактеристика бендопнеја се може користити као предиктор за процену прогнозе и стратификације ризика од срчане инсуфицијенције или других потенцијално опасаних стања, и у будућим проспективним рандомизованим студијама.

## Назив
Термин "бендопнеја" (што значи "савијен" и "дах")  су предложили Thibodeau  и сарадници. 2014. године,  да би се симптом кратког даха који се осећа код нагињања пут напред, лако могао препознати међу пацијентима и лекарима.

## Етиопатогенеза
Плућна артеријска хипертензија (ПАХ) је хронична, прогресивна болест коју карактерише повећан плућни артеријски притисак (ПАП) и плућни васкуларни отпор (ПВО) што доводи до затајења десног срца (СИ) са високим морбидитетом и морталитетом. Почетни и главни симптом ПАХ је скоро увек кратак дах тококм вежбања. Остали симптоми и клинички знаци ПАХ као што су претибијални едем, асцитес, хепатомегалија, повишен југуларни венски притисак, цијаноза и синкопа обично су повезани са израженим оштећењем функције десне коморе (РВ) и указују на озбиљност болести.
Нови респираторни симптом назван бендопнеја који је недавно описан код пацијената са ХФ,   јавља се када се пацијент савије напред док обува ципеле или везује пертле. Овај нови симптом је повезан са повећањем притиска пуњења срца, посебно у присуству ниског срчаног индекса, према недавне студијама повезан је са узнапредовалим симптомима и нежељеним клиничким исходима код пацијената са срчаном инсуфицијенције, али и са озбиљношћу ове болести.

## Дијагноза
Дијагноза се поставља бендопнеја тестом, који се изводи тако што се након инструкција од  пацијента  тражи да не задржава дах док се савија и да обавести истраживача ако осети недостатак ваздуха. Претходно је сваки пацијент седео и подстакнут је да се нагне напред у струку као да обува чарапе или ципеле. У међувремену, према изјавама пацијента, испитивач мери време до појаве отежаног дисања.
Пацијент је дефинисан као да има бендопнеју ако је пријавио кратак дах у року од 30 секунди након савијања.